# Santa Maria de Remolins
Santa Maria de Remolins és una església del municipi de Coll de Nargó (Alt Urgell) inclosa en l'Inventari del Patrimoni Arquitectònic de Catalunya.

## Descripció
Santa Maria de Remolins és un temple romànic. Remolins era fins fa pocs anys un indret del municipi de Montanisell, però el 1969 ha estat agregat tot aquest municipi a Coll de Nargó. La torre-campanar que motiva la present fitxa constitueix, de fet, una torre de guaita i de defensa; és de planta quadrangular, presenta escasses obertures i li fa de teulada un petit capitell, quasi només apuntat. L'obra de la torre és de filades força regulars, baldament els carreus siguin desiguals.
Edifici religiós d'una nau, amb un absis i dues absidioles. Volta esfondrada, com també el mur i l'absidiola sud. En resta la paret i l'absidiola nord i mig absis. A la façana oest campanar de planta quadrada, un pis amb finestres geminades i capitell trapezial. Construcció de pedra poc treballada fen filades. L'absis fet amb carreus polits i grans.

## Història
Al segle xviii, "Remolins" era del vescomtat de Castellbò, mentre que "La vall darques" (Valldarques) era "de la mensa Epsicopal de la Seu d'Urgell"; ambdós llocs figuren inclosos dins "la vegueria ampla de Puigcerdà". Històricament, cal no confondre aquest Remolins amb un homònim existent prop de Linyola ("parvo termino vocato Remolins, depopulato, sito in plana Urgelli Prope locum nuncupatum de Linyola":s. XV).